# استودسویک
استودسویک (انگلیسی: Studsvik) شرکت انرژی هسته‌ای سوئدی است، که در سال ۱۹۴۷ تأسیس شد.